# 高夔
高夔（1484年—？），字舜臣，號竹溪，錦衣衛鎮撫司匠籍江西高安縣人，明朝政治人物。

## 生平
順天府鄉試第八十八名舉人。正德十二年（1517年）中式丁丑科會試第九十三名，登第三甲第一百二十六名進士。户部观政，授刑部主事，升员外郎，出为陕西按察司佥事，致仕。

## 家族
曾祖高育；祖父高明；父高能。嫡母王氏；生母陳氏。慈侍下。